# 윈도우 XP의 새로운 기능
윈도우 XP의 새로운 기능은 다음과 같다.

## 새로운 기능
- 루나 테마
- GDI+: 그래픽 하부 시스템 및 셸의 개선된 그림 관리 및 보기
- DirectX: 8.1을 9.0c로 업그레이드할 수 있음
- 시작 메뉴: 및 작업 표시줄 개선
- 윈도우 탐색기의 수많은 새로운 기능: 작업 틀, 제목, 슬라이드 보기, 개선된 정렬 및 그룹, 문서 분류로 검색, 자동 실행, 내장된 CD 굽기 등
- 윈도우 사진 및 팩스: 개선된 그림 관리 기능
- 수많은 커널 강화 및 전원 관리 개선
- 더 빨라진 시동: 개선된 프리페처 기능, 로그온, 로그오프, 최대 절전 모드, 응용 프로그램 실행 순서
- 드라이버 롤백: 이전의 것을 더 선호할 때 새로운 장치 드라이버를 제거하는 기능
- 개선된 시스템 복원, 자동 시스템 복구 (ASR), 윈도우 오류 보고, 드라이버 신뢰성 등
- 데스크톱 환경을 위한 테마 개발을 위한 프레임워크를 포함한 사용자와 더 친숙한 새로운 인터페이스, 알파 투명도가 포함되어 더 강화된 아이콘
- USB 2.0, 파이어와이어 800, WIA, 미디어 전송 프로토콜, 다중 모니터를 위한 다중 보기, 오디오 개선과 같은 하드웨어 지원 개선
- 빠른 사용자 전환 - 현재의 상태를 저장하고 정보 손실 없이 다른 사용자로 로그온할 수 있게 하는 기능
- 클리어타입 글꼴 렌더링 매커니즘 - LCD 등의 액정 모니터에서 문자열을 읽기 쉽게 해주는 기능
- 원격 제어 및 원격 데스크톱 기능 - 네트워크나 인터넷에 연결되어 있고 윈도우 XP가 설치되어 있는 컴퓨터와 연결하여 응용 프로그램, 파일, 프린터, 장치에 접근할 수 있다.
- 새로운 네트워킹 기능 - 윈도우 방화벽, 인터넷 연결 공유의 UPnP, QoS, IPv6, 확장된 팩스 기능, 네트워크 브리지, P2P 네트워킹, 와이파이 연결, 파이어와이어 상의 통신, 블루투스, DSL 등과의 통합
- 소프트웨어 제한 정책, 자격 증명 관리자, 스마트 카드, PKI 지원 등의 새로운 보안 기능. SP2부터는 데이터 실행 방지, 윈도우 보안 센터 등이 도입됨.
- 필기 인식, 음성 인식, 디지털 잉크 지원
- 시스템 관리 도구의 수많은 개선 (윈도우 인스톨러, 윈도우 스크립트 호스트, 디스크 조각 모음, 윈도우 작업 관리자, 그룹 정책, CHKDSK, NT백업, 마이크로소프트 관리 콘솔, 섀도 복사본, 레지스트리 편집기, Sysprep, 윈도우 관리 도구
- 개선된 응용 프로그램 호환성
- 오프라인 파일, 로밍 사용자 프로파일, 폴더 리다이렉션과 같은 인텔리미러 기능 개선